# Club de Fútbol Barcelona 1951-1952

## Rosa
| N. |                   | Ruolo | Calciatore            |
| -- | ----------------- | ----- | --------------------- |
|    | Spagna (bandiera) | P     | Antoni Ramallets      |
|    | Spagna (bandiera) | P     | Juan Zambudio Velasco |
|    | Spagna (bandiera) | D     | Gustau Biosca         |
|    | Spagna (bandiera) | D     | José María Martín     |
|    | Spagna (bandiera) | D     | José Seguer           |
|    | Spagna (bandiera) | D     | Joan Segarra          |
|    | Spagna (bandiera) | D     | Francesc Calvet       |
|    | Spagna (bandiera) | D     | Joaquim Tejedor       |
|    | Spagna (bandiera) | D     | Joaquim Brugué        |
|    | Spagna (bandiera) | C     | Marià Gonzalvo        |
|    | Spagna (bandiera) | C     | Emilio Aldecoa        |

| N. |                      | Ruolo | Calciatore                |
| -- | -------------------- | ----- | ------------------------- |
|    | Spagna (bandiera)    | C     | Andreu Bosch              |
|    | Romania (bandiera)   | C     | Nicolae Simatoc           |
|    | Spagna (bandiera)    | C     | Luis Aloy                 |
|    | Spagna (bandiera)    | C     | Miguel Torra              |
|    | Spagna (bandiera)    | C     | Miguel Ferrer Aymami      |
|    | Ungheria (bandiera)  | A     | László Kubala             |
|    | Spagna (bandiera)    | A     | Estanislao Basora         |
|    | Spagna (bandiera)    | A     | César Rodríguez           |
|    | Spagna (bandiera)    | A     | Eduardo Manchón           |
|    | Spagna (bandiera)    | A     | Jordi Vila Soler          |
|    | Argentina (bandiera) | A     | Mateo Nicoláu             |
|    | Spagna (bandiera)    | A     | Jaime Escudero Etxebarria |
|    | Spagna (bandiera)    | A     | Moreno                    |

### Staff tecnico
- Allenatore:  Ferdinand Daučík